# Paolo Suárez
Rodolfo Paolo Suárez Díaz (Montevideo, 6 juni 1980) is een Uruguayaans voormalig profvoetballer die als aanvaller speelde. Hij bezit tevens een Salvadoraans paspoort. Hij is de oudere broer van profvoetballer Luis Suárez.

## Clubcarrière
Suárez begon zijn loopbaan bij CA Basañez in Uruguay. In augustus en september 2009 kwam hij kortstondig uit voor Ajax amateurs in de hoop om een contract bij Ajax te krijgen. Hij speelde in zijn loopbaan lang voor de Salvadoraanse club AD Isidro Metapán. Van medio 2013 tot medio 2015 kwam hij, in eerste instantie op huurbasis, uit voor CSD Comunicaciones uit Guatemala. In juni 2015 keerde hij voor de vierde keer terug bij AD Isidro Metapán. In 2016 vertrok hij naar CD Sonsonate. In 2017 vertrok Suaréz opnieuw naar AD Isidro Metapán om daar vervolgens zijn carrière in 2019 af te sluiten.

## Interlandcarrière
Hij speelde jeugdinterlands voor Uruguay. Hij vroeg de Salvadoraanse nationaliteit aan en debuteerde eind 2014 in het Salvadoraans voetbalelftal. In februari 2015 werd hij in verband gebracht met meerdere incidenten van matchfixing bij Isidro Metapán, die hij zelf ontkent.

## Erelijst
AD Isidro Metapán
- Primera División de Fútbol Profesional: 2007 Torneo Clausura, 2008 Torneo Apertura, 2009 Torneo Clausura, 2010 Torneo Clausura, 2010 Torneo Apertura, 2011 2008 Torneo Apertura, 2012 Torneo Apertura

 CSD Comunicaciones
- Liga Nacional de Guatemala: 2013 Torneo Clausura, 2013 Torneo Apertura, 2014 Torneo Clausura, 2014 Torneo Apertura, 2015 Torneo Clausura

Individueel
- Salvadoraans voetballer van het jaar: 2010[5]